# Sint-Margarethakerk (Luik)

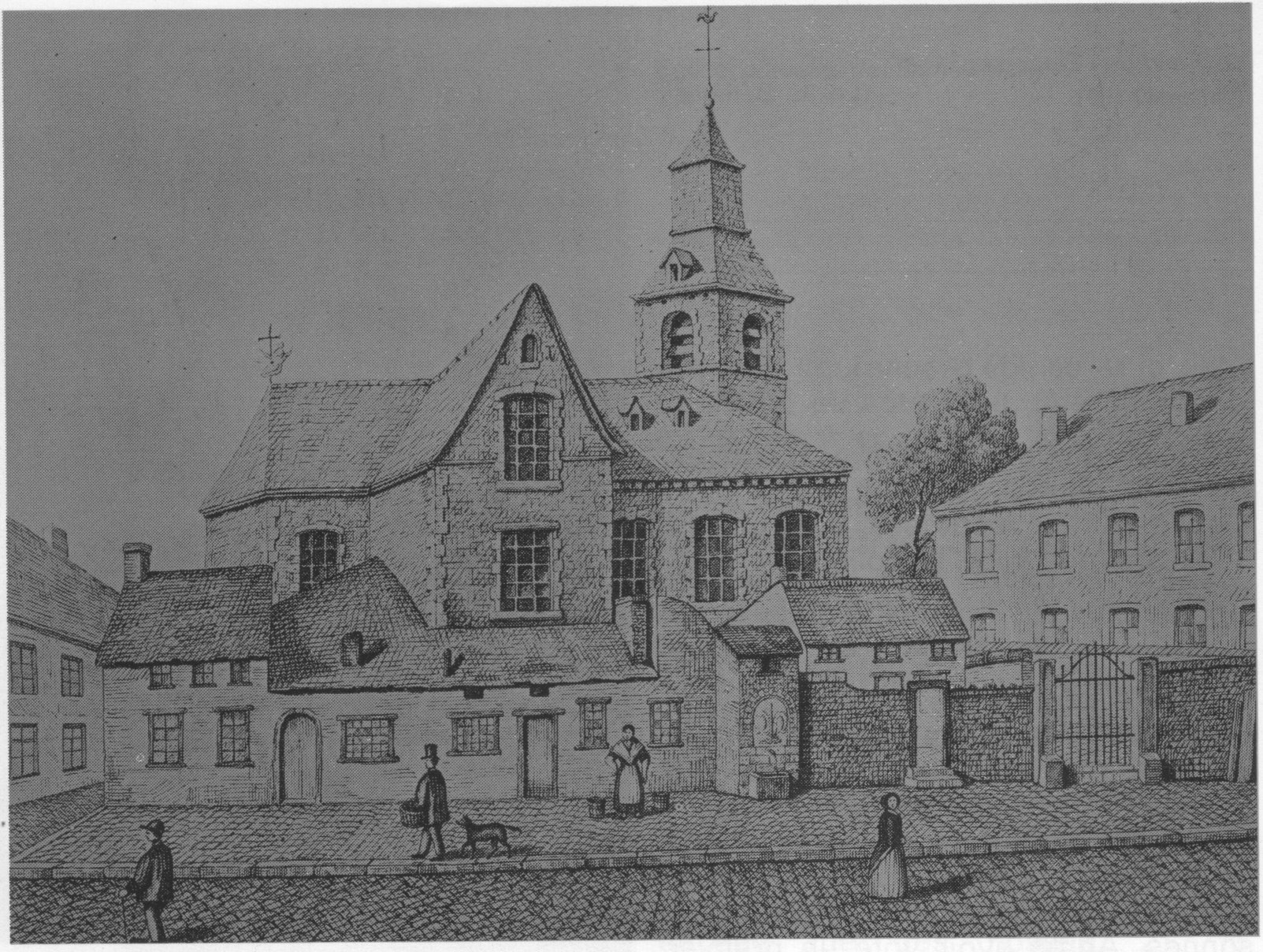
Sint-Margarethakerk in 1863

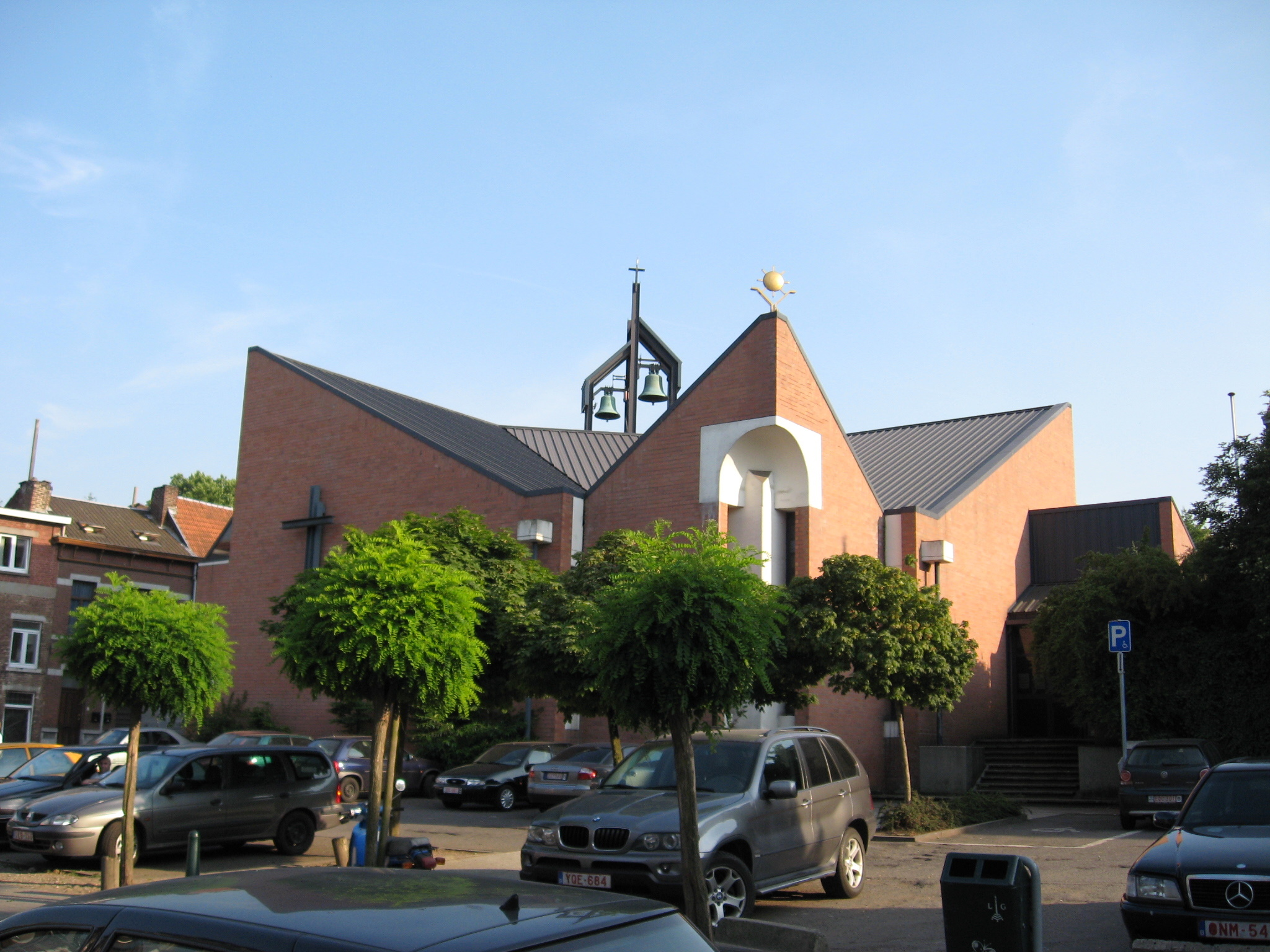
Huidige kerk, koorzijde

De Sint-Margarethakerk (Église Sainte-Marguerite) is de parochiekerk van de Luikse wijk Sainte-Marguerite, gelegen aan de Rue Sainte-Marguerite.

## Geschiedenis
De parochiekerk zou in 966 opgericht zijn door Heraclius van Luik. Daarna werd ze meermaals verbouwd. Vanaf 1868 tot 1884 werd door architect Jos. Remont een nieuwe kerk gebouwd, aangezien de bestaande te klein was geworden. Het betrof een neoclassicistisch bouwwerk met voorgebouwde toren. Dit gebouw werd tijdens de Tweede Wereldoorlog beschadigd. De schade kon echter snel worden hersteld. In de jaren '80 van de 20-ste eeuw raakte het gebouw in verval. De aardbeving van 1983 betekende het definitieve einde. De kerk kon niet meer voor de eredienst worden gebruikt wegens instortingsgevaar, en de diensten werden voortgezet in de kapel van de École Saint-Sépulcre. Niet lang na 1988 begon men met de constructie van de huidige kerk op de plaats van haar voorganger en -in elk geval in 1992- was dit gebouw al in gebruik. In 1995 leverde men een nieuw orgel, gebouwd door André Thomas. Tijdens datzelfde jaar werd de klokkentoren in gereedheid gebracht en van klokken voorzien.

## Gebouw
Het huidige kerkgebouw is een bescheiden modernistisch, bakstenen zaalkerkje met naar binnen hellende daken. Een eenvoudig klokkentorentje uit staalprofiel is boven het ingangsportaal bevestigd. Boven het koor is een driehoekige uitbouw met lichtvenster aangebracht.